# 非同盟運動

加盟国
オブザーバー国

非同盟運動（ひどうめいうんどう、英語: Non-Aligned Movement、NAM）とは、第二次世界大戦後の東西の冷戦期以降に、東西のいずれの陣営にも公式には加盟していない諸国による国際組織である。
1961年に設立され、2025年の時点で加盟国は121、オブザーバー国は18、国際機関は10。ほぼ3〜5年間隔で開催されている非同盟諸国首脳会議の他、非同盟諸国外相会議、常設の非同盟諸国常任委員会などがある。

## 歴史

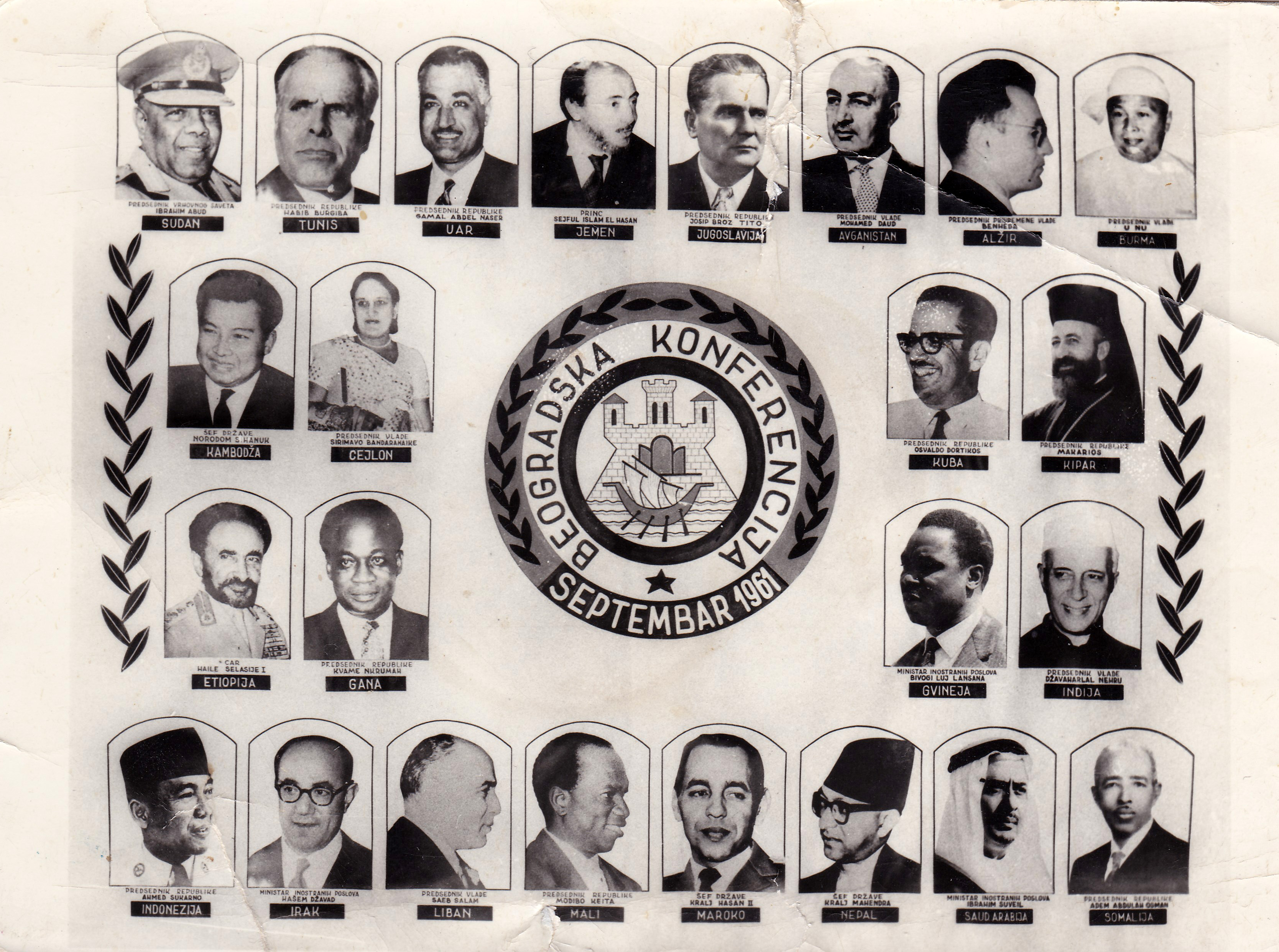
ベオグラードでの第一回会議に出席した各国指導者 (1961年)

「非同盟」はインド首相ジャワハルラール・ネルーによって、スリランカのコロンボでの演説において、1954年の中華人民共和国の周恩来との会談で示された平和五原則の説明の際に用いられた。1955年にはアジア・アフリカ29か国が集まって開催されたアジア・アフリカ会議（バンドン会議）においては平和十原則に発展した。1961年の第一回会議でのベオグラード宣言では、中華人民共和国の国連代表権支持や当時キューバ革命を起こしたフィデル・カストロ体制の尊重なども掲げられた。
非同盟主義が賛同を集めた背景には、アメリカ合衆国とソビエト連邦の冷戦構造がかつての植民地・半植民地であった地域における覇権抗争を招き、インドシナ戦争・朝鮮戦争のような実際の軍事衝突を引き起こしていたことがある。その点で、この運動は反帝国主義・反植民地主義としての性格も有していた。
四半世紀すぎた1986年、第八回ハラレにおける首脳会議において、それらの運動の目標を、軍事ブロックの拡大を防ぎ、諸民族の民族自決権を守り、国連その他の場で、平等な国際協力と対話を促進することを通じて、新しい、公正で、民主的な国際秩序の樹立することがその歴史的使命であると位置づけている。
1960年にアフリカで17か国の国家が独立したことで、国際社会におけるアジア・アフリカの発言力は一層強化された。こうした中で、ユーゴスラビアのチトー（ソビエト連邦とは距離をおいた独自の社会主義政策をとっていた）らの主導によって、1961年9月にベオグラードで第1回非同盟諸国首脳会議が開催されることになった。当初の参加国は25か国であった。2011年5月の外相会議にはフィジーとアゼルバイジャンが加入し、120か国となった。オブザーバー参加組織にはアフリカ連合、アラブ連盟、日本アジア・アフリカ・ラテンアメリカ連帯委員会などがある。
非同盟運動に加わる国家は年々増加している。しかし、増加する国々の中には米ソ中と軍事的に繋がりの強かった国があり、印パ戦争、イラン・イラク戦争、カンボジア・ベトナム戦争、アフガニスタン紛争などの代理戦争では非同盟諸国が協調した姿勢をとれず、「非同盟」の内実が問われることもあった。

## 首脳会議一覧
| 回次   | 日付                  | 開催国           | 開催地                   |
| ------ | --------------------- | ---------------- | ------------------------ |
| 第1回  | 1961年9月1日 - 6日    | ユーゴスラビア   | ベオグラード             |
| 第2回  | 1964年10月5日 - 10日  | エジプト         | カイロ                   |
| 第3回  | 1970年9月8日 - 10日   | ザンビア         | ルサカ                   |
| 第4回  | 1973年9月5日 - 9日    | アルジェリア     | アルジェ                 |
| 第5回  | 1976年8月16日 - 19日  | スリランカ       | コロンボ                 |
| 第6回  | 1979年9月3日 - 9日    | キューバ         | ハバナ                   |
| 第7回  | 1983年3月7日 - 12日   | インド           | ニューデリー             |
| 第8回  | 1986年9月1日 - 6日    | ジンバブエ       | ハラレ                   |
| 第9回  | 1989年9月4日 - 7日    | ユーゴスラビア   | ベオグラード             |
| 第10回 | 1992年9月1日 - 6日    | インドネシア     | ジャカルタ               |
| 第11回 | 1995年10月18日 - 20日 | コロンビア       | カルタヘナ               |
| 第12回 | 1998年9月2日 - 3日    | 南アフリカ       | ダーバン                 |
| 第13回 | 2003年2月20日 - 25日  | マレーシア       | クアラルンプール         |
| 第14回 | 2006年9月15日 - 16日  | キューバ         | ハバナ                   |
| 第15回 | 2009年7月11日 - 16日  | エジプト         | シャルム・エル・シェイク |
| 第16回 | 2012年8月26日 - 31日  | イラン           | テヘラン                 |
| 第17回 | 2016年9月13日 - 18日  | ベネズエラ       | ポルラマル               |
| 第18回 | 2019年10月25日 - 26日 | アゼルバイジャン | バクー                   |
| 第19回 | 2024年1月15日 - 20日  | ウガンダ         | カンパラ                 |

## 歴代事務総長
| 代 | 肖像 | 名前                                   | 国               | 政党                                 | 就任年 | 退任年 |
| -- | ---- | -------------------------------------- | ---------------- | ------------------------------------ | ------ | ------ |
| 1  |      | ヨシップ・ブロズ・チトー               | ユーゴスラビア   | ユーゴスラビア共産主義者同盟         | 1961年 | 1964年 |
| 2  |      | ガマール・アブドゥル＝ナーセル         | アラブ連合共和国 | アラブ社会主義連合                   | 1964年 | 1970年 |
| 3  |      | ケネス・カウンダ                       | ザンビア         | 統一民族独立党                       | 1970年 | 1973年 |
| 4  |      | フワーリー・ブーメディエン             | アルジェリア     | 革命評議会                           | 1973年 | 1976年 |
| 5  |      | シリマヴォ・バンダラナイケ             | スリランカ       | スリランカ自由党                     | 1976年 | 1977年 |
| 6  |      | ジュニウス・リチャード・ジャヤワルダナ | スリランカ       | 統一国民党                           | 1977年 | 1978年 |
| 7  |      | ラナシンハ・プレマダーサ               | スリランカ       | 統一国民党                           | 1978年 | 1979年 |
| 8  |      | フィデル・カストロ                     | キューバ         | キューバ共産党                       | 1979年 | 1983年 |
| 9  |      | インディラ・ガンディー                 | インド           | インド国民会議                       | 1983年 | 1984年 |
| 10 |      | ラジーヴ・ガンディー                   | インド           | インド国民会議                       | 1984年 | 1986年 |
| 11 |      | ロバート・ムガベ                       | ジンバブエ       | ジンバブエ・アフリカ民族同盟愛国戦線 | 1986年 | 1989年 |
| 12 |      | ヤネス・ドルノウシェク                 | ユーゴスラビア   | ユーゴスラビア共産主義者同盟         | 1989年 | 1990年 |
| 13 |      | ボリサヴ・ヨヴィッチ                   | ユーゴスラビア   | セルビア社会党                       | 1990年 | 1991年 |
| 14 |      | スティエパン・メシッチ                 | ユーゴスラビア   | クロアチア民主同盟                   | 1991年 | 1991年 |
| 15 |      | ブランコ・コスティッチ                 | ユーゴスラビア   | モンテネグロ社会主義者民主党         | 1991年 | 1992年 |
| 16 |      | ドブリツァ・チョシッチ                 | ユーゴスラビア   | 無所属                               | 1992年 | 1992年 |
| 17 |      | スハルト                               | インドネシア     | 無所属                               | 1992年 | 1995年 |
| 18 |      | エルネスト・サンペール                 | コロンビア       | コロンビア自由党                     | 1995年 | 1998年 |
| 19 |      | アンドレス・パストラーナ・アランゴ     | コロンビア       | コロンビア保守党                     | 1998年 | 1998年 |
| 20 |      | ネルソン・マンデラ                     | 南アフリカ共和国 | アフリカ民族会議                     | 1998年 | 1999年 |
| 21 |      | タボ・ムベキ                           | 南アフリカ共和国 | アフリカ民族会議                     | 1999年 | 2003年 |
| 22 |      | マハティール・ビン・モハマド           | マレーシア       | 統一マレー国民組織                   | 2003年 | 2003年 |
| 23 |      | アブドラ・バダウィ                     | マレーシア       | 統一マレー国民組織                   | 2003年 | 2006年 |
| 24 |      | フィデル・カストロ                     | キューバ         | キューバ共産党                       | 2006年 | 2008年 |
| 25 |      | ラウル・カストロ                       | キューバ         | キューバ共産党                       | 2008年 | 2009年 |
| 26 |      | ホスニー・ムバーラク                   | エジプト         | 国民民主党                           | 2009年 | 2011年 |
| 27 |      | ムハンマド・フセイン・タンターウィー   | エジプト         | 無所属                               | 2011年 | 2012年 |
| 28 |      | ムハンマド・ムルシー                   | エジプト         | 自由と公正党                         | 2012年 | 2012年 |
| 29 |      | マフムード・アフマディーネジャード     | イラン           | イラン・イスラーム建設者同盟         | 2012年 | 2013年 |
| 30 |      | ハサン・ロウハーニー                   | イラン           | 建設の幹部党                         | 2013年 | 2016年 |
| 31 |      | ニコラス・マドゥロ                     | ベネズエラ       | ベネズエラ統一社会党                 | 2016年 | 2019年 |
| 32 |      | イルハム・アリエフ                     | アゼルバイジャン | 新アゼルバイジャン党                 | 2019年 | 2024年 |
| 33 |      | ヨウェリ・ムセベニ                     | ウガンダ         | 国民抵抗運動                         | 2024年 | 現職   |

## 加盟国
| 国名                             | 加盟年 | 地域       | 備考 |
| -------------------------------- | ------ | ---------- | --- |
| アゼルバイジャン                 | 2011年 | アジア     | |
| アフガニスタン                   | 1961年 | アジア     | 原加盟国 |
| アラブ首長国連邦                 | 1970年 | アジア     | |
| アルジェリア                     | 1961年 | アフリカ   | 原加盟国。第4回首脳会議開催地                                                                                        |
| アンゴラ                         | 1964年 | アフリカ   | |
| アンティグア・バーブーダ         | 2006年 | アメリカ   | |
| イエメン                         | 1961年 | アジア     | イエメン王国として原加盟国。後にイエメン・アラブ共和国となり、イエメン人民民主共和国は1970年加入。1990年に南北統一。 |
| イラク                           | 1961年 | アジア     | 原加盟国 |
| イラン                           | 1979年 | アジア     | 第16回首脳会議開催地                                                                                                 |
| インド                           | 1961年 | アジア     | 原加盟国。第7回首脳会議開催地                                                                                        |
| インドネシア                     | 1961年 | アジア     | 原加盟国。第10回首脳会議開催地                                                                                       |
| ウガンダ                         | 1964年 | アフリカ   | |
| ウズベキスタン                   | 1992年 | アジア     | |
| エクアドル                       | 1983年 | アメリカ   | |
| エジプト                         | 1961年 | アフリカ   | 原加盟国。第2回・第15回首脳会議開催地                                                                                |
| エチオピア                       | 1961年 | アフリカ   | 原加盟国 |
| エリトリア                       | 1993年 | アフリカ   | |
| オマーン                         | 1973年 | アジア     | |
| ガイアナ                         | 1970年 | アメリカ   | |
| カタール                         | 1973年 | アジア     | |
| ガボン                           | 1970年 | アフリカ   | |
| カメルーン                       | 1964年 | アフリカ   | |
| ガンビア                         | 1973年 | アフリカ   | |
| カンボジア                       | 1961年 | アジア     | 原加盟国 |
| ガーナ                           | 1961年 | アフリカ   | 原加盟国 |
| カーボベルデ                     | 1976年 | アフリカ   | |
| ギニア                           | 1961年 | アフリカ   | 原加盟国 |
| ギニアビサウ                     | 1976年 | アフリカ   | |
| キューバ                         | 1961年 | アメリカ   | 原加盟国。第6回・第14回首脳会議開催地                                                                                |
| グアテマラ                       | 1992年 | アメリカ   | |
| クウェート                       | 1964年 | アジア     | |
| グレナダ                         | 1979年 | アメリカ   | |
| ケニア                           | 1964年 | アフリカ   | |
| コモロ                           | 1976年 | アフリカ   | |
| コロンビア                       | 1983年 | アメリカ   | 第11回首脳会議開催地                                                                                                 |
| コンゴ共和国                     | 1964年 | アフリカ   | |
| コンゴ民主共和国                 | 1961年 | アフリカ   | 原加盟国 |
| コートジボワール                 | 1973年 | アフリカ   | |
| サウジアラビア                   | 1961年 | アジア     | 原加盟国 |
| サントメ・プリンシペ             | 1976年 | アフリカ   | |
| ザンビア                         | 1964年 | アフリカ   | 第3回首脳会議開催地                                                                                                  |
| シエラレオネ                     | 1964年 | アフリカ   | |
| ジブチ                           | 1983年 | アフリカ   | |
| ジャマイカ                       | 1970年 | アメリカ   | |
| シリア                           | 1964年 | アジア     | |
| シンガポール                     | 1970年 | アジア     | |
| ジンバブエ                       | 1979年 | アフリカ   | 第8回首脳会議開催地                                                                                                  |
| スリナム                         | 1983年 | アメリカ   | |
| スリランカ                       | 1961年 | アジア     | 原加盟国。第5回首脳会議開催地                                                                                        |
| エスワティニ                     | 1970年 | アフリカ   | |
| スーダン                         | 1961年 | アフリカ   | 原加盟国 |
| セネガル                         | 1964年 | アフリカ   | |
| セントクリストファー・ネイビス   | 2006年 | アメリカ   | |
| セントビンセント・グレナディーン | 2003年 | アメリカ   | |
| セントルシア                     | 1983年 | アメリカ   | |
| セーシェル                       | 1976年 | アフリカ   | |
| ソマリア                         | 1961年 | アフリカ   | 原加盟国 |
| タイ                             | 1993年 | アジア     | |
| タンザニア                       | 1964年 | アフリカ   | |
| チャド                           | 1964年 | アフリカ   | |
| チュニジア                       | 1961年 | アフリカ   | 原加盟国 |
| チリ                             | 1973年 | アメリカ   | |
| ドミニカ共和国                   | 2000年 | アメリカ   | |
| ドミニカ国                       | 2006年 | アメリカ   | |
| トリニダード・トバゴ             | 1970年 | アメリカ   | |
| トルクメニスタン                 | 1995年 | アジア     | |
| トーゴ                           | 1964年 | アフリカ   | |
| ナイジェリア                     | 1964年 | アフリカ   | |
| ナミビア                         | 1979年 | アフリカ   | |
| ニカラグア                       | 1979年 | アメリカ   | |
| ニジェール                       | 1973年 | アフリカ   | |
| ネパール                         | 1961年 | アジア     | 原加盟国 |
| ハイチ                           | 2006年 | アメリカ   | |
| パキスタン                       | 1979年 | アジア     | |
| パナマ                           | 1976年 | アメリカ   | |
| バヌアツ                         | 1983年 | オセアニア | |
| バハマ                           | 1983年 | アメリカ   | |
| パプアニューギニア               | 1992年 | オセアニア | |
| バルバドス                       | 1983年 | アメリカ   | |
| パレスチナ                       | 1976年 | アジア     | |
| バングラデシュ                   | 1973年 | アジア     | |
| バーレーン                       | 1973年 | アジア     | |
| フィジー                         | 2011年 | オセアニア | |
| フィリピン                       | 1992年 | アジア     | |
| ブルキナファソ                   | 1973年 | アフリカ   | |
| ブルネイ                         | 1992年 | アジア     | |
| ブルンジ                         | 1964年 | アフリカ   | |
| ブータン                         | 1973年 | アジア     | |
| ベトナム                         | 1973年 | アジア     | ベトナム民主共和国として。1976年に南北統一。                                                                         |
| ベナン                           | 1964年 | アフリカ   | |
| ベネズエラ                       | 1989年 | アメリカ   | 第17回首脳会議開催地                                                                                                 |
| ベラルーシ                       | 1998年 | ヨーロッパ | |
| ベリーズ                         | 1976年 | アメリカ   | |
| ペルー                           | 1973年 | アメリカ   | |
| ボツワナ                         | 1970年 | アフリカ   | |
| ボリビア                         | 1979年 | アメリカ   | |
| ホンジュラス                     | 1993年 | アメリカ   | |
| マダガスカル                     | 1973年 | アフリカ   | |
| マラウイ                         | 1964年 | アフリカ   | 第17回首脳会議開催地                                                                                                 |
| マリ                             | 1961年 | アフリカ   | 原加盟国 |
| マレーシア                       | 1970年 | アジア     | 第13回首脳会議開催地                                                                                                 |
| ミャンマー                       | 1961年 | アジア     | 原加盟国 |
| モザンビーク                     | 1976年 | アフリカ   | |
| モルディブ                       | 1976年 | アジア     | |
| モロッコ                         | 1961年 | アフリカ   | 原加盟国 |
| モンゴル                         | 1991年 | アジア     | |
| モーリシャス                     | 1973年 | アフリカ   | |
| モーリタニア                     | 1964年 | アフリカ   | |
| ヨルダン                         | 1964年 | アジア     | |
| ラオス                           | 1964年 | アジア     | |
| リビア                           | 1964年 | アフリカ   | |
| リベリア                         | 1964年 | アフリカ   | |
| ルワンダ                         | 1970年 | アフリカ   | |
| レソト                           | 1970年 | アフリカ   | |
| レバノン                         | 1961年 | アジア     | 原加盟国 |
| 赤道ギニア                       | 1970年 | アフリカ   | |
| 中央アフリカ                     | 1964年 | アフリカ   | |
| 東ティモール                     | 2003年 | アジア     | |
| 南アフリカ共和国                 | 1994年 | アフリカ   | 第12回首脳会議開催地                                                                                                 |
| 北朝鮮                           | 1976年 | アジア     | |

### オブザーバー

#### 国家
1. アルゼンチン
2. アルメニア
3. ウルグアイ
4. エルサルバドル
5. カザフスタン
6. キプロス
7. キルギス
8. コスタリカ
9. セルビア
10. タジキスタン
11. パラグアイ
12. ブラジル
13. ボスニア・ヘルツェゴビナ
14. 北マケドニア
15. メキシコ
16. 中国
17. 南スーダン

#### 機関
1. アフリカ連合
2. アジア・アフリカ人民連帯機構
3. アラブ連盟
4. コモンウェルス事務局（英語版）
5. Hostosian National Independence Movement（英語版）
6. カナック社会主義民族解放戦線（英語版）
7. イスラム協力機構
8. South Center（英語版）
9. 国際連合
10. 世界平和評議会

#### ゲスト
恒久的に設定されているゲストは存在しない。活動に対して関心のある国、非政府組織と関連するNGOは、首脳会議と閣僚会議のゲストとして招待される。

### 脱退
1. アルゼンチン(1973年～1991年)
2. ユーゴスラビア(1961年～1992年) 原加盟国。第1回・第9回首脳会議開催地
3. キプロス(1961年～2004年) 原加盟国
4. マルタ(1973年～2004年)